# 林里奈
林 里奈（はやし りな、1967年 - ）は、日本の元AV女優、女優。
大阪府出身。AV女優としてデビューした後、ポルノ女優となる。現在は引退している。
身長151、Ｂ81、58、H85。

## 作品
- アダルトビデオ
  - 春だからうれP!　1987
  - 危険なフルーツ  1987
  - それぞれの女1　里奈のめざめ 1987
  - 最近恥ずかしかったこと 1987
- 映画（林里奈　名義）
  - 赤い縄　～果てるまで～（にっかつ、監督すずきじゅんいち）1987.10.17
  - 恋する女たち　トリプルエクスタシー　けいれん（新東宝、獅子プロ）1988.01.03

## 写真集
- 林里菜写真集 （撮影会田我路・グリーンドア文庫）1987.6